# 云米科技
云米科技（NASDAQ：VIOT），是一家成立于2014年的企业，主要经营家庭物联网电器的研发、设计、销售等业务。该公司主要产品包括为小米集团代工的“小米净水器”。此外，该公司还有冰箱、油烟机、热水器等产品。
该公司是“小米生态链”企业之一，与小米集团的关联交易收入分别占该公司2016年、2017年、2018年上半年交易额的95.9%、84.7%、62.6%。36氪的作者欧阳伟康认为，云米公司和小米公司在产品线合作方面不断扩大，云米公司自主品牌的扩张也在加大，但该公司的毛利率、研发费用等指标存在隐患，而全屋智能家电或许不足以成为该公司的“护城河”。